# Twarde Pierniki Toruń
Twarde Pierniki Toruń, más conocido como Polski Cukier Toruń por motivos de patrocinio,  es un equipo de baloncesto polaco con sede en la ciudad de Toruń, que compite en la Energa Basket Liga, la máxima división de su país. Disputa sus partidos en el Arena Toruń, con capacidad para 6,790 espectadores.

## Historia
El club fue fundado en 2004 tras la disolución del AZS Toruń, club que había jugado 23 años en la PLK. En la temporada 2010-2011, quedaron subcampeones de su grupo de la II Liga (3.ª división polaca) y ascendieron a la I Liga (2.ª división polaca), permaneciendo en ella hasta la temporada 2013-2014.
En la temporada 2014-2015, recibieron una invitación de la TBL, ya que habían aumentado el n.º de equipos de 12 a 16. El mayor éxito del club se produjo en la temporada 2016-2017, quedando subcampeones de liga tras perder en la final por 4-1 contra el Stelmet Zielona Góra.

## Nombres
SIDEn MMKS VIII LO Toruń 
 2005–2011 
 SIDEn Polski Cukier Toruń 
 2011–2015 
 Polski Cukier Toruń 
 2015-actualidad

## Registro por Temporadas
| Temporada | Nivel | Liga    | Posición | Play-Offs          | Copa Polaca      | Competición Europea     |
| --------- | ----- | ------- | -------- | ------------------ | ---------------- | ----------------------- |
| 2010–11   | 3     | II Liga | 1.º      | Subcampeones       | –                | –                       |
| 2011–12   | 2     | I Liga  | 10.º     | –                  | –                | –                       |
| 2012–13   | 2     | I Liga  | 4.º      | Semifinales        | –                | –                       |
| 2013–14   | 2     | I Liga  | 1.º      | Cuartos de Final   | –                | –                       |
| 2014–15   | 1     | PLK     | 9.º      | –                  | –                | –                       |
| 2015–16   | 1     | PLK     | 4.º      | Cuartos de Final   | Cuartos de Final | –                       |
| 2016–17   | 1     | PLK     | 4.º      | Subcampeones       | Cuartos de Final | –                       |
| 2017–18   | 1     | PLK     | 3.º      | Semifinales \| 3.º | Campeones        | –                       |
| 2018–19   | 1     | PLK     | 2.º      | Subcampeones       | Cuartos de Final | Champions League \| QR3 |

## Palmarés

### Liga
- Energa Basket Liga
  -  Subcampeones (1): 2017

- Copa de Polonia
  - Campeones (1): 2018

- I Liga
  - Semifinales (1): 2013

- II Liga
  -  Subcampeones Grupo A (2): 2008, 2011

## Jugadores destacados
| - Adis Dervišević - Josip Marić - Sean Denison - Jure Škifić - Petr Welsch - Stevan Milošević - Tomasz Beciński - Bartosz Bochno - Ireneusz Chromicz - Jarosław Darnikowski - Bartosz Diduszko - Tomasz Gałan - Karol Gruszecki - Tomasz Herman - Damian Janiak - Michał Jankowski - Jacek Jarecki - Mateusz Jarmakowicz - Marcin Kałowski - Przemek Karnowski - Arkadiusz Kobus - Marcin Kowalewski - Łukasz Kwiatkowski - Przemysław Lewandowski - Tomasz Lipiński - Adam Lisewski - Arkadiusz Makowski - Michał Michalak - Kamil Michalski - Marcin Nowakowski - Aleks Perka - Dawid Przybyszewski - Hubert Radke - Kacper Radwański - Piotr Śmigielski - Tomasz Śnieg - Marcin Sroka - Tomasz Stępień - Krzysztof Sulima - Roman Szymański - Łukasz Wilczek - Łukasz Wiśniewski - Andrzej Wojdak - Tomasz Wojdyła - Jarosław Zyskowski - Łukasz Żytko - Vladimir Kolomeets - Andrei Sinielnikov - Aleksei Vadeev - Cheikh Mbodj - Žarko Čomagić - Srđan Jekovač - Darko Papać - Maksym Korniyenko - Maksym Sandul - Rick Calloway - Canaan Chatman - La'Marshall Corbett - Glenn Cosey - Markeith Cummings - Jamar Diggs - William Franklin - Curtis Jackson - Robert Lowery - Sarran Marshall - D.J. Newbill - Kyle Weaver - Pointer Williams - Marko Đurić - Aaron Cel - Danny Gibson - Obie Trotter |